# Otto Krappan
Otto Krappan (11 d'octubre de 1886 - 2 de febrer de 1942) va ser un entrenador de futbol professional alemany.

## Carrera professional
Nascut a Nagyszeben, Àustria-Hongria, en una família de saxons de Transsilvània (avui Sibiu, Romania), Krappan va dirigir diversos clubs a Itàlia entre 1923 i 1942, any en què va morir sobtadament mentre entrenava el Palermo a la Sèrie C.
Va dirigir l'Udinese Calcio a la Prima Divisione i l'Alessandria a la Serie A 1934–35.